# Demonstrating My Style
Demonstrating My Style is het derde album van de Amerikaanse hardcoreband Madball, uitgebracht in 1996 door Roadrunner Records. In 2007 werd het album opnieuw uitgebracht, ditmaal als dubbelalbum met Look My Way.
De muzikale stijl die de band heeft op Set It Off wordt voortgezet op dit album, vandaar ook dat dit album tot een van de hardcore-klassiekers behoort.

## Track listing
1. Demonstrating My Style – 1:59
2. Unity – 1:52
3. Live Or Die – 2:09
4. Pride (Times Are Changing) – 2:38
5. Streets Of Hate – 1:35
6. Back Of The Bus – 1:17
7. Hardcore Still Lives! – 0:07
8. Nuestra Familia – 2:03
9. 5-0 – 2:12
10. Addict – 1:46
11. True To The Game – 2:02
12. Godfather" – 1:27
13. In Memory Of... – 1:25
14. Ball Of Destruction – 4:38